# Bernáth Aurél

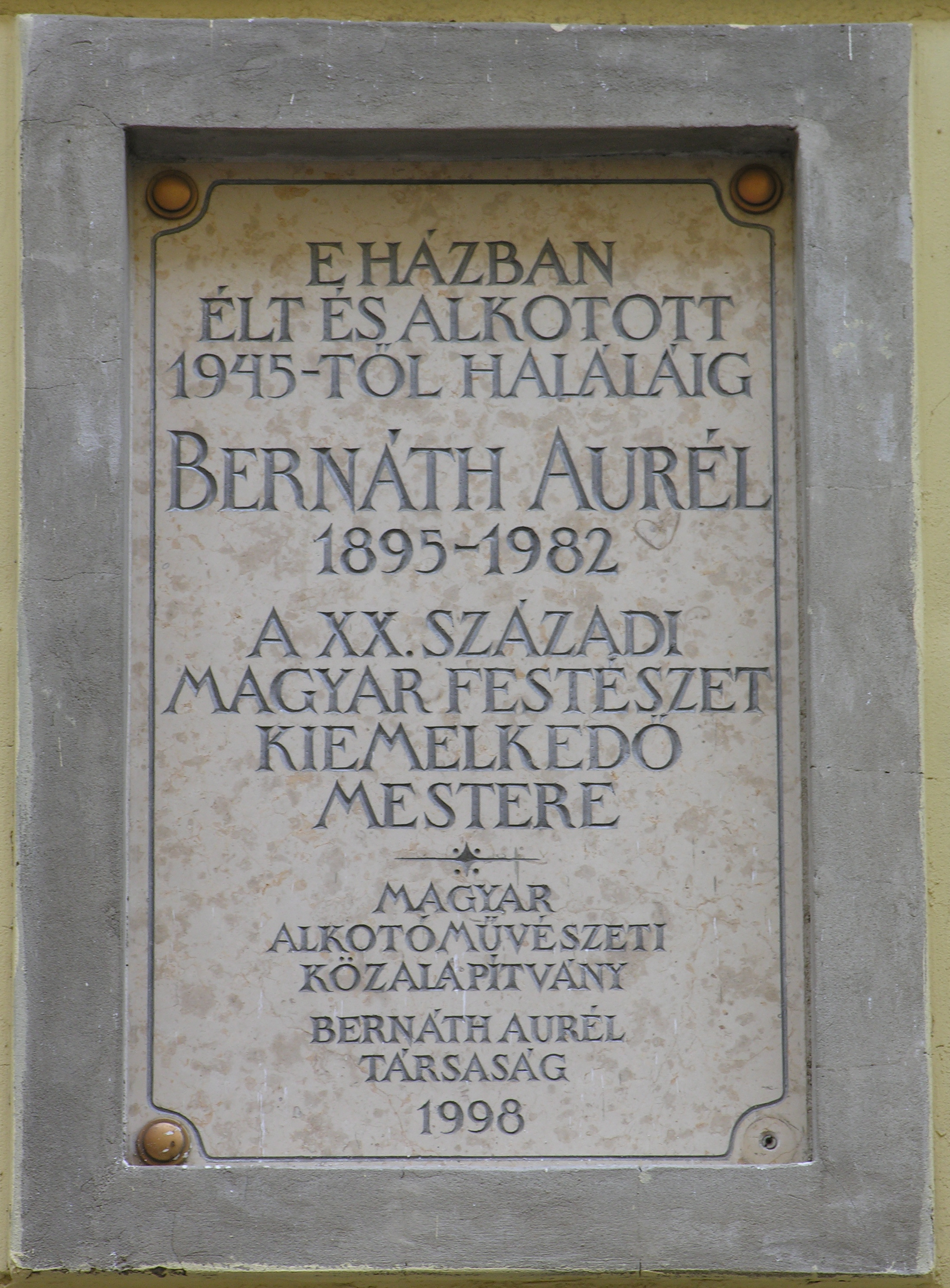
Bernáth Aurél emléktáblája egykori lakhelyén, a Stollár Béla utca 4. szám alatt

Bernáth Aurél (Marcali, 1895. november 13. – Budapest, 1982. március 13.) kétszeres Kossuth-díjas és Munkácsy Mihály-díjas magyar festőművész, grafikus, művészpedagógus, művészeti író, Roboz István újságíró és lapszerkesztő unokája.

## Élete

### Családi háttere
Édesapja dr. Bernáth Béla ügyvéd volt. A Bernáth-ősök földbirtokosok voltak Bihar megyében, de a vallásháborúk következtében elvesztették vagyonukat.

### Pályafutása
Rippl-Rónai Ödön (Rippl-Rónai József testvére) tanácsára kezdett el a festészettel foglalkozni, akivel Kaposvárott ismerkedett meg. Majd Nagybányán tanult tovább, Réti István és Thorma János festőművészek irányítása alatt. 1921-ben Bécsbe költözött, ahol expresszionista és absztrakt stílusban kezdett festeni. Kapcsolatba lépett Kassák Lajossal és az aktivistákkal. 1926-ig élt Bécsben és Berlinben. 1928-tól rendszeresen kiállított a Műcsarnokban és az Ernst Múzeumban. Az 1930-as években visszatért a Nagybányai festőiskola tradícióihoz. Festészetére egyre inkább a nagybányai hagyományokon alapuló impresszionista stílus vált jellemzővé. Erőteljesen szembe helyezkedett a nonfiguratív ábrázolás móddal. 1927-ben Pöstyénbe költözött. Erre az időre tehetők, lírai hangulatú, egyedi színvilágú, filozofikus műveinek keletkezése: (Riviéra).
1926-ban a Képzőművészek Új Társasága csoport tagja lett. Az 1930-as években a Gresham-kör szellemi vezére volt. Legjelentősebb művei ekkor születtek, (Reggel, Tél, Aratóünnepre menő lány). 1945-ben a Magyar Képzőművészeti Főiskola tanára lett. 1930-tól rendszeres látogatója volt a Szolnoki művésztelepnek. Az 1940-es években képeinek hangvétele, az addig lírai stílusból átment a ridegebb színvilágba és ábrázolásba. Egyre több monumentális megbízást teljesített. A festészet mellett, grafikai, falképfestői és írói munkássága is jelentős. Kiemelkedő egyéniségű, klasszikus stílust képviselő festőművész volt. Szülővárosában Marcaliban, munkássága elismeréseképpen megnyitották a Bernáth Aurél Galériát.

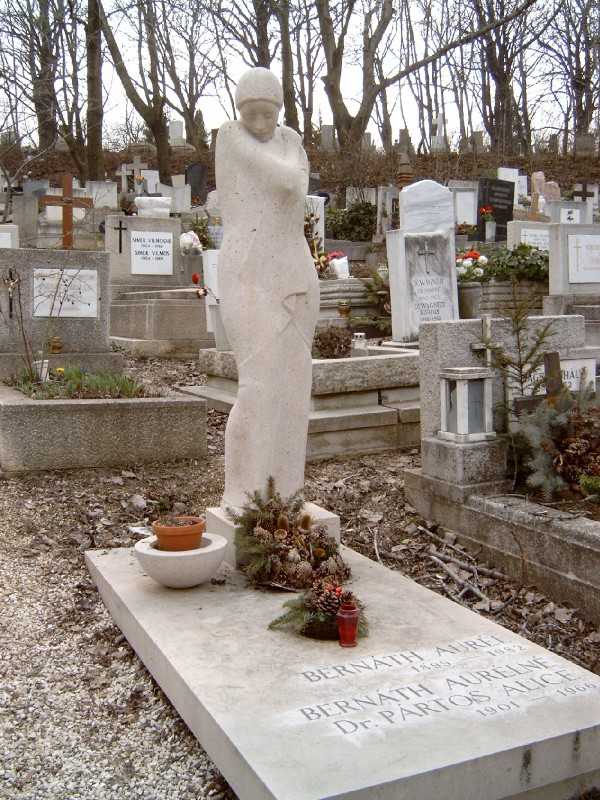
Bernáth Aurél és feleségének sírja Budapesten. Farkasréti temető: 21/1-2-16. Pátzay Pál műve.

1995-ben megalakult a budapesti Bernáth Aurél Társaság. Célja a festő emlékének ápolása, kiállítások rendezése.

### Riviéra és más főművei
Élete egyik főművét a Riviéra című festményét 1927-ben fejezte be. A mű megvalósította a modern hagyomány és az avantgárd törekvések szintézisét. A Riviérának fergeteges sikere volt. Bernáthot meghívták a KUT tagjának. Petrovics Elek, a Szépművészeti Múzeum igazgatója, aki nagy tisztelője volt az alkotónak megvette a múzeum számára a Riviérát. Jelenleg a kép a Magyar Nemzeti Galériában csodálható meg.
Nagy jelentőségű munkái közé sorolják még az Esti park (1930, MNG) és a prágai Károly-híd (1925) című képét. Közismert, hogy a Reggel (1927-28, MNG), a Tél (1929), a Hegedűművésznő (1931, MNG), az Aratóünnepre menő lány (1932) mind-mind nagy sikert arattak a közönség előtt. És sikert aratnak mind a mai napig.

## Kiállításai
- 1928 Műcsarnok, Tavaszi Tárlat, Budapest; Ernst Múzeum, Gyűjteményes kiállítás, Budapest
- 1937 Frankel Szalon, Budapest
- 1939 Ernst Múzeum, Budapest
- 1956 Ernst Múzeum, Budapest
- 1959 Brüsszeli Nemzetközi Kiállítás
- 1962 XXXVI. velencei biennálé
- 1957 Prága
- 1962 London
- 1971 Kaposvár
- 1972 Budapesti Történeti Múzeum
- 1975 Művészeti Akadémia, Moszkva
- 1977 Tihany
- 1978 Hatvani Galéria
- 1985 Ernst Múzeum emlékkiállítás, Budapest
- 1999 Festőterem, Sopron

## Köztéri művei
- A Dunán (secco, 1959, Budapest, Metropol Szálló étterme, 1969-ben elpusztult)
- Hőerőmű (secco, 1960, Inota, Inotai hőerőmű Kultúrháza)
- Történelem (freskó, 1967, Budapest, MTA Régészeti Intézet)
- Munkásállam (secco, 1970, Budapest, MSZMP Központi Bizottság Székháza)
- Szentivánéji álom, Az ember tragédiája (freskó, secco, 1973, Budapest, Erkel Színház)
- Pannó (1974, Kaposvár, Házasságkötő terem).

## Társasági tagság
- Szinyei Merse Pál Társaság
- Képzőművészek Új Társasága
- Gresham-kör

## Díjai, elismerései
- Szinyei Merse Pál Társaság nagydíja (1929)
- Kossuth-díj (1948, 1970)
- Munkácsy Mihály-díj (1950)
- Érdemes művész (1952)
- Kiváló művész (1964)

## Írásai
- Magyar Művészet c. folyóirat szerkesztője (1948–1949)
- Írások a művészetről, 1947
- A Múzsa körül, 1962
- A Múzsa udvarában, 1967
- Így éltünk Pannóniában, 1956
- Kor és pálya. 1. Így éltünk Pannóniában; 2. kiad.; Szépirodalmi, Bp., 1958
- Utak Pannóniából, 1960
- A szép könyvről. Bernáth Aurél, Boldizsár Iván írásai; szerk. Szántó Tibor, ill. Kass János et al.; Európa, Bp., 1970
- Gólyáról, Helgáról, halálról, 1971
- Lássuk, mire megyünk ketten!; Móra, Bp., 1973
- Kisebb világok. Napló; Szépirodalmi, Bp., 1974
- Feljegyzések éjfél körül. Napló; Szépirodalmi, Bp., 1976
- Egy festő feljegyzései. Napló; Szépirodalmi, Bp., 1978
- "A megélt költemény". Szabó Lőrinc levelezése Bernáth Auréllal és családjával, 1933-1957; sajtó alá rend., előszó, jegyz. Horányi Károly; ME BTK, Miskolc, 2003 (Szabó Lőrinc füzetek)
- Küldj egy kis optimizmust! Bernáth Aurél levelei Fruchter Lajoshoz, 1930-1952; szerk. Rum Attila, jegyz. Mázi Béla, Rum Attila; Magyar Tudományos Akadémia Könyvtára, Bp., 2007